# Contra-Aquincum
Contra-Aquincum is de Romeinse naam voor Pest, zoals Boeda Aquincum was. Gezamenlijk vormen zij nu de Hongaarse hoofdstad Boedapest.
Contra-Aquincum werd gesticht in het jaar 294 als onderdeel van de reorganisatie- en versterkingswerken van keizer Diocletianus. In zijn tijd was de Donau de grens met Aquincum als grensplaats. Men was bezig om overal grensplaatsen te versterken door op de vijandelijke oever een bolwerk neer te zetten.
Contra-Aquincum bevond zich op de plaats waar zich nu het bruggenhoofd van de Erzsébetbrug bevindt. Momenteel is er daar nog een ruïne te zien van het Romeinse fort.